# セドゥリウス・スコトゥス
セドゥリウス・スコトゥス（ラテン語: Sedulius Scottus）は、アイルランド人の教師、ラテン語文法家、聖書注釈者。9世紀に生きた。
セドゥリウスは若セドゥリウスと呼ばれることもあるが、それはコエリウス・セドゥリウス（5世紀の詩人）と区別するためである。セドゥリウスのアイルランド・ゲール語形はSiadhalである。
若セドゥリウスは840年から860年にかけて活発に活動した。『四君主年代記』には、785年から855年にかけて6人のセドゥリウスがいたことが記されている。その6人のうちで、1人は721年に開かれたローマでの教会会議に参加しており、別の1人はキルデア修道院の院長になって828年に死んだ。

## 生涯
アイルランド人の教師が集まっていたロタール1世（840年 - 855年）治下のリエージュの宮廷で、セドゥリウスは最もよく知られていたというわけでも最も重要というわけでもない。9世紀の記録(の写本)から、リエージュの聖ランベール広場にセドゥリウス・スコトゥスとして知られる教師がいて、写本筆記者や詩人として活動したと考えられている。彼はギリシア語を学んでおり、Montfauconによれば、『聖詠』(now no. 8047 in the "Bibliothèque de l'Arsenal", Paris)を筆写したのは彼であるという。90篇に達する彼の詩は『Monumenta Germaniae Historica』の一部である『Poetae Aevi Carolini』に収録されてルートヴィヒ・トラウベによって発表された。
彼は同郷のボッビオのドゥンガル（パヴィアに学校を建てた人物）の例に倣って、生涯をミラノで過ごした。死んだ年代・場所は不明である。

## 著作
セドゥリウスの最も重要な著作は、ポルピュリオスの『エイサゴーゲー』の注解書である『キリスト教徒の君主について』（羅:De Rectoribus Christianis）と、聖書註解である『聖パウロ全書簡集』（羅:Collectanea in omnes beati Pauli Epistolas）である。前者はキリスト教倫理学において著しい功績とされる。『キリスト教徒の君主について』はキリスト教徒の君主を教育するために書かれた論文、本有に特有な義務を論じた論文、かなり後の時代に「君主の鏡」と呼ばれるような作品の長い歴史の中でも明らかに最初の著作である。
セドゥリウスの著作では、他のどの特徴にもまして、深い道徳的感覚、国家の使命は純粋に経済的なものでもなければ他方排他的に教会的なものでもないという事実の認識が示されている。実際、教会と国家との関係の問題が提起され、セドゥリウスは教会を擁護するために教会の正当性を断言している。カール大帝という一人の人物の中に理想の教皇と理想の世俗君主の両方を見出し、それどころか世俗君主が宗教的問題をも左右することに賛成するような人々にセドゥリウスは与しない。逆に、彼は世俗権力と宗教権力の区別をはっきりさせることに賛成し、教会の権力・特権を固く守ることを世俗君主に要求する。女王の資格に関する記述（pp. 34 sq. in Hellmann's ed.）は、キリスト教的な調子を備えるのみならず、最もいい意味でヒューマニスティックでもある。
『エイサゴーゲー』に対する註解書は、西欧ではラテン語版のみで知られている。
彼の書簡はセドゥリウスの著作のうちで最も興味をひかない、というわけではない。それらのうちいくつかは『Neues Archiv』, II, 188, and IV, 315として公刊されている。それらからは、アイルランドから大陸への移住者たちの栄枯盛衰が読み取れ、大衆によってと同じだけ世俗あるいは教会の権威によってそういった移住者たちに対する姿勢に洞察が与えられる。

## クロナードの学者達
『クロナードの学者達』という詩がセドゥリウスに帰せられている:
- Look on the marble columns surpassing the stars,
- which the sand of the saint-bearing land supports here
- happy, famous Ailerán, Vinnau, Fergus,
- shining lights made by gift-carrying God.
- O He sent a great present of Scotia [i.e.Ireland],
- rich relics which Pictonia [i.e. Poitiers] wishes to be its own,
- whence comes Titan and where night established the stars
- and where midday is hot with blazing hours
- [i.e. the east and the west and the south].

(The Celtic Latin Tradition of Biblical Style, p. 129, edited and translated by David Howlett, Dublin, 1995)